# جامعة لوس أنديس (فنزويلا)
جامعة لوس أنديس (بالإسبانية: Universidad de Los Andes (Venezuela)) هي جامعة حكومية ومستقلة تقع في إقليم لوس أنديس الفنزويلي حيث مقرها الرئيسي ورئاسة الجامعة في ماردة. تم تأسيسها من قبل أحد رجال الدين بوصفها مركزًا للدراسة في 19 مارس عام 1785، ثم ارتقت لتصبح معهد لاهوتي إلى أن عُرفت بجامعة لوس أنديس في 21 سبتمبر عام 1810، بموجب مرسوم صادر عن مجلس إدارة مقاطعة فنزويلا التابعة لمملكة إسبانيا.
لوس أنديس هي واحدة من الجامعات الرئيسة في فنزويلا من حيث عدد الطلاب الملتحقين بها، سواءً في مرحلة الدراسة الجامعية أو إسهامها في مجالات البحث العلمي ودراسة وتطوير العلوم. تهدف الجامعة إلى تعزيز التدريب الشامل بدءًا من مرحلتي التعليم الابتدائي والثانوي، بالإضافة إلى تكوين الكوادر المهنية والفنية اللازمة للعمل على تطوير وتقدم فنزويلا في كل المجالات المختلفة.
تتألف الجامعة من إحدى عشرة كلية موزعة في مركز ماردة، الموجودة في مدينة ماردة؛ وثلاثة مراكز مستقلة في مدن سان كريستوبال وتروخييو والبيخيا؛ وملحقين جامعيين آخرين حيث المرحلة الجامعية وبرامج الدراسات العليا والأداء المهني في توبار وباليرا؛ وملحقين للأداء المهني في مدن باريناس وجوانيرا وباركيسيميتو وماراكايبو وكراكاس. إضافة إلى مرافق الجامعة المختلفة داخل الأراضي الوطنية مثل محطات التجارب ومزارع الإنتاج الزراعي والمحميات الطبيعية لتطوير الثروة الحيوانية والنباتية ومختبرات البحوث.